# Боссио, Мигель Анхель
Миге́ль А́нхель Бо́ссио Бастиани́ни (исп. Miguel Angel Bossio Bastianini; 10 февраля 1960, Монтевидео, Уругвай) — уругвайский футболист, полузащитник. Выступал за сборную Уругвая. Участник чемпионата мира 1986 года. Обладатель Кубка Америки розыгрыша 1983 года. Обладатель Кубка Либертадорес и Межконтинентального кубка.

## Карьера

### Клубная
Воспитанник футбольной школы клуба «Расинг» из Монтевидео. Профессиональную карьеру начал в 1978 году в клубе «Суд Америка» из Монтевидео. В 1980 году перешёл в другой клуб из Монтевидео «Пеньяроль», в составе которого выступал до 1985 года, став за это время вместе с командой 3 раза чемпионом Уругвая, 1 раз обладателем Кубка Либертадорес и 1 раз обладателем Межконтинентального кубка. В 1986 году перешёл в испанскую «Валенсию», за которую выступал до 1989 года, после чего перешёл в другой испанский клуб «Сабадель» из одноимённого города, где и завершил карьеру игрока в 1991 году.

### В сборной
В составе главной национальной сборной Уругвая дебютировал 27 октября 1983 года в первом финальном матче Кубка Америки против сборной Бразилии, выйдя на замену в конце матча и сыграв в общей сложности 5 минут, а последний матч сыграл 16 июня 1986 года, всего за сборную сыграл 30 матчей и забил 1 мяч. В 1983 году в составе команды стал обладателем Кубка Америки розыгрыша 1983 года, где принял участие в 2-х финальных встречах против сборной Бразилии, выходя на замену в конце матчей. В 1986 году в составе сборной играл на чемпионате мира 1986 года, где сыграл 3 матча: 2 на групповом этапе и 1 в 1/8 финала 16 июня против сборной Аргентины, этот матч стал последней игрой за сборную Уругвая в карьере Мигеля Анхеля.

## Достижения

### Командные
Обладатель Кубка Америки: (1)
- 1983

Чемпион Уругвая: (4)
- 1981, 1982, 1985, 1986 (ФК «Пеньяроль»)

Обладатель Кубка Либертадорес: (1)
- 1982 (ФК «Пеньяроль»)

Финалист Кубка Либертадорес: (1)
- 1983 (ФК «Пеньяроль»)

Обладатель Межконтинентального кубка: (1)
- 1982 (ФК «Пеньяроль»)